# Iredell, Texas
Iredell là một thành phố thuộc quận Bosque, tiểu bang Texas, Hoa Kỳ. Năm 2010, dân số của xã này là 339 người.